# Quận York, Nam Carolina
Quận York là một quận trong bang Nam Carolina. Theo ước tính năm 2008 của Cục điều tra dân số Hoa Kỳ, quận có dân số 217.448 người, đây là quận có dân số đông thứ nhì ở vùng đô thị Charlotte. Quận lỵ đóng ở York6 còn thành phố lớn nhất à Rock Hill.

## Địa lý
Theo Cục điều tra dân số Hoa Kỳ, quận có tổng diện tích 696 dặm Anh vuông (1.802 km²), trong đó, 682 dặm Anh vuông (1.768 km²) là diện tích đất và 13 dặm Anh vuông (34 km²) trong tổng diện tích (1,91%) là diện tích mặt nước.

### Các quận giáp ranh
- Quận Gaston, Bắc Carolina - Bắc
- Quận Mecklenburg, Bắc Carolina - Đông bắc
- Quận Lancaster, Nam Carolina - Đông
- Quận Chester, Nam Carolina - Nam
- Quận Union, Nam Carolina - Tây nam
- Quận Cherokee, Nam Carolina - Tây
- Quận Cleveland, Bắc Carolina - Tây bắc

### Các tuyến đường bộ chính
| - Interstate 77 - US Highway 321 - SC 122 - SC 161 - US Highway 21 - SC Highway 5 - SC Highway 901 - SC Highway 72 - SC Highway 121 |

### Khu bảo tồn quốc gia
- Kings Mountain National Military Park (một phần)

## Thông tin nhân khẩu
Theo cuộc điều tra dân số2 tiến hành năm 2000, quận này có dân số 164.614 người, 61.051 hộ, và 44.933 gia đình sinh sống trong quận này. Mật độ dân số là 241 người trên mỗi dặm Anh vuông (93/km²). Có 66.061 đơn vị nhà ở với một mật độ bình quân là 97 trên mỗi dặm Anh vuông (37/km²). Cơ cấu chủng tộc của dân cư sinh sống tại quận này gồm 77,25% người da trắng, 19,16% người da đen hoặc người Mỹ gốc Phi, 0,85% người thổ dân châu Mỹ, 0,89% người gốc châu Á, 0,02% người các đảo Thái Bình Dương, 0,93% từ các chủng tộc khác, và 0,91% từ hai hay nhiều chủng tộc. 1,96% dân số là người Hispanic hoặc người Latin thuộc bất cứ chủng tộc nào. 20,9% làf người Mỹ, 8,8% người Ireland, 8,8% người Đức, 8,8% English và 7,2% Scotch-Ai Len theo kết quả điều tra dân số năm 2000.
Có 61,051 hộ trong đó có 35,40% có con cái dưới tuổi 18 sống chung với họ, 56,10% là những cặp kết hôn sinh sống với nhau, 13,30% có một chủ hộ là nữ không có chồng sống cùng, và 26,40% là không gia đình. 21,30% trong tất cả các hộ gồm các cá nhân và 6,90% có người sinh sống một mình và có độ tuổi 65 tuổi hay già hơn. Quy mô trung bình của hộ là 2,63 còn quy mô trung bình của gia đình là 3,05,
Cơ cấu độ tuổi dân cư quận này như sau 26,30% dưới độ tuổi 18, 9,50% từ 18 đến 24, 31,10% từ 25 đến 44, 22,80% từ 45 đến 64, và 10,40% người có độ tuổi 65 tuổi hay già hơn. Độ tuổi trung bình là 35 tuổi. Cứ mỗi 100 nữ giới thì có 94,00 nam giới. For every 100 nữ giới có độ tuổi 18 và lớn hơn thì, có 90,20 nam giới.
Thu nhập bình quân của một hộ ở quận này là $44.539, và thu nhập bình quân của một gia đình ở quận này là $51.815, Nam giới có thu nhập bình quân $36.713 so với mức thu nhập $24.857 đối với nữ giới. Thu nhập bình quân đầu người của quận là $20.536, About 7,30% gia đình và 10,00% dân số sống dưới ngưỡng nghèo, bao gồm 12,10% những người có độ tuổi 18 và 9,60% là những người 65 tuổi hoặc già hơn.